# Direito à privacidade

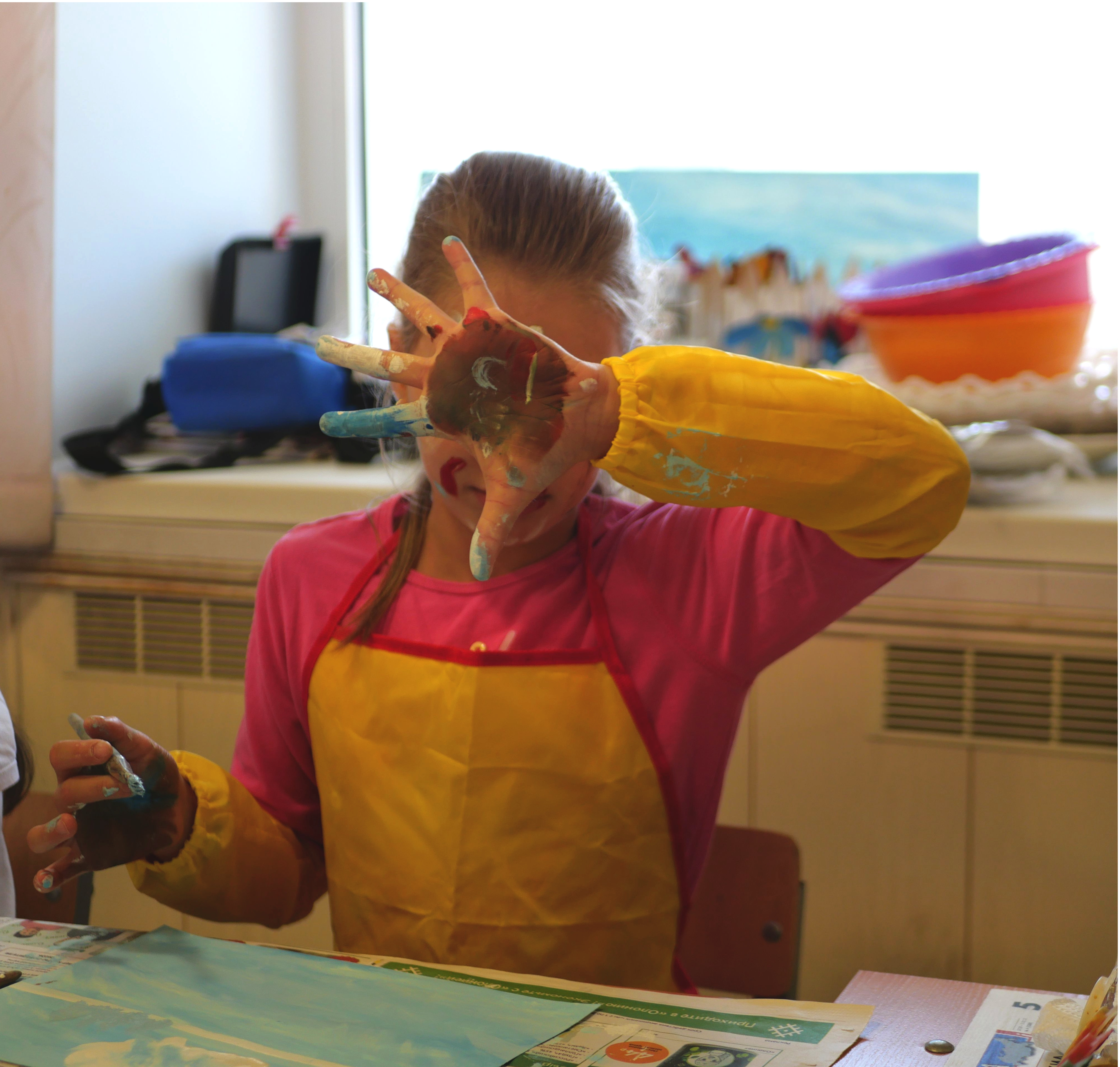
O rosto do artista atrás da mão

O direito à privacidade é um direito humano desenvolvido a partir do pensamento liberal. Desde o ano de 2013, quando agencias governamentais, sob o pretexto de combater atos terroristas, como a NSA, CIA, e outras envolvidas no escândalo internacional, foi-se descoberto que as pessoas estavam sob vigilância de órgãos do governo do mundo todo, o inabalável direito humano à privacidade foi prejudicado e foi tema de debate internacional. Está em questão se o direito à privacidade pode coexistir com a capacidade atual das agencias governamentais de descobrir, acessar e analisar todos os detalhes da vida de uma pessoa em qualquer lugar no mundo. Uma grande questão atualmente diz respeito a se o direito a privacidade deve ser revogado ou não, como parte do contrato social, para reforçar a defesa contra ataques ou atos terroristas.

## No passado
O direito à privacidade utiliza da teoria dos direitos naturais e geralmente reage às novas tecnologias de informação e comunicação. Nos Estados Unidos, um artigo de 15 de Dezembro de 1890 publicado na Harvard Law Review, escrito pelo advogado Samuel D. Warren e pelo futuro juiz da Suprema Corte dos EUA, Louis Brandeis, intitulado O Direito à Privacidade (The Right To Privacy) é frequentemente citado como a primeira constatação explícita de um direito à privacidade dos EUA. Warren e Brandeis escreveram que a privacidade é o “Direito de ser deixado em Paz” e é focada na proteção dos direitos das pessoas. Este artigo foi uma resposta aos avanços tecnológicos da época, como a fotografia e o jornalismo sensacionalista.
O direito à privacidade está conectado, quase que interligado com as tecnologias da informação, isso foi citado em 1928, por Brandeis com base em seu artigo de 1890 junto com Warren, O Direito à Privacidade.

### Definição
Nos últimos anos, houve poucas tentativas de se definir  “O Direito à Privacidade”. Em 2005, os alunos do Centro Haifa de Direito e Tecnologia (Haifa Center for Law & Technology) afirmaram que, de fato, o direito à privacidade “não deve ser definido como um direito legal em separado” dos outros diretos.  Seguindo o raciocínio, as leis relativas à privacidade em geral existentes devem ser suficientes. Outros especialistas tentaram definir, como Dean Prosser, que tentou, mas não conseguiu encontrar um “espaço comum”, ente os principais tipos de casos de privacidade no sistema judicial, pelo menos para formular uma definição. Sobre o tema da "privacidade no ambiente digital", sugere que o "direito à privacidade deve ser visto como um direito independente que merece proteção jurídica sobre si mesmo." Por conseguinte, foi proposto uma definição para um "direito à privacidade":
O direito à privacidade é o nosso direito de manter um domínio sobre tudo em nossa volta, o que inclui todas aquelas coisas que fazem parte de nós, como nosso corpo, casa, propriedade, pensamentos, sentimentos, segredos e identidade. O direito à privacidade nos dá a capacidade de escolher quais partes neste domínio pode ser acessada por outras pessoas, e para controlar a extensão, formato e o momento do uso dessas informações que escolhemos para divulgar.

### Um direito individual
Alan Westin acredita que as novas tecnologias alteram o equilíbrio entre privacidade e divulgação, e que os direitos de privacidade podem limitar a vigilância do governo para proteger os processos democráticos. Westin define privacidade como “a alegação de indivíduos, grupos ou instituições para determinar por si mesmo quando, como e em que medida as informações sobre eles são comunicadas aos outros”. Westin descreve quatro estados de privacidade: a solidão, a intimidade, o anonimato, e se reserve. Esses estados precisam equilibrar a participação com base em normas:

Cada indivíduo está continuamente empenhado num processo de ajuste pessoal, na qual ele equilibra o desejo de privacidade com o desejo de divulgação e comunicação de si mesmo aos outros, em função das condições ambientais e as normas sociais estabelecidas pela sociedade em que vive.
- Alan Westin, privacidade e liberdade, de 1968.

### Um valor coletivo e um Direito Humano
Houve tentativas de reformular o direito à privacidade como um direito humano fundamental, cujo valor social é um componente essencial para o funcionamento de uma sociedade democrática. Amitai Etzioni sugere uma abordagem comunitária para o direito à privacidade. Isso requer uma sociedade com uma cultura moral  bem estabelecida para ter uma ordem social. Etzione  acredita que “privacidade é simplesmente um bem entre muitos outros ”,  e que os efeitos tecnológicos dependem da comunidade e devem ser de responsabilidade da comunidade e de uma supervisão. Ele afirma que as leis de Direito à Privacidade contribui para um aumento da vigilância do governo.

## Declaração Universal dos Direitos Humanos de 1948
O direito à privacidade é explicitamente indicado nos termos do artigo 12 da Declaração Universal dos Direitos Humanos(Universal Declaration of Human Rights): “Ninguém será sujeito a interferências na sua vida privada, família, lar ou na sua correspondência, nem a ataque à sua honra e reputação. Toda Pessoa tem direito à proteção da lei contra tais interferências ou ataques”.

## Restrição à privacidade do indivíduo
Desde que a sua limitação não afete a dignidade da pessoa humana é permitido essa auto limitação na privacidade, no entanto, isso encontra dificuldade mediante divulgação de imagens que não se sabe se houve consentimento que pode afetar a intimidade. Logo, na maior parte dos casos que há exposição de imagens em locais públicos, como a ocorrência de um topless em praia publica, se compreende como se houvesse um consentimento tácito na exposição. E também há casos em que a restrição da privacidade ocorre em decorrência da importância do interesse público de determinado fato. Portanto, o direito á privacidade não é um principio absoluto.

## Especificações do direito à privacidade

### A honra e a imagem
O artigo 5.º, X , da Constituição Federal de 1988 não trata apenas da inviolabilidade da intimidade e da vida privada, mas ainda da honra e da imagem das pessoas, além de garantir a possibilidade de direito à indenização, por meio do dano moral .
Acerca da honra, tem-se duas formas de entender a mesma, a honra objetiva e a honra subjetiva. A primeira relaciona-se à reputação de uma pessoa em relação à sociedade, já a segunda remete  a estima de si próprio, isto é, do sujeito para com ele mesmo. A indenização por danos morais referente à violação do direito à honra pode ser tanto solicitada por uma pessoa física, quanto por uma pessoa jurídica.
Já  a imagem é aquilo que realmente vemos, refere-se ao físico de cada indivíduo. Assim, a obtenção e divulgação  de imagens são vedadas a primeira vista, quando não há a permissão do indivíduo, desse modo, a proteção ao direito da imagem é independente com relação ao direito da honra. Pode ocorrer restrição legitima a divulgação de imagens quando o contexto for de: eventos de interesses públicos, históricos, didáticos, científicos ou culturais, uso jornalístico, ou captura por lombadas eletrônicas e câmeras de segurança instaladas em locais públicos e nas ruas. 
É importante mencionar a questão dos direitos das pessoas notavelmente públicas, como é o caso de: artistas de televisão, políticos, jogadores de futebol, cantores e afins, isto porque se tem muitos embates sobre os limites do direito à honra e a imagem, com relação, ao direito de informar da imprensa, ou o direito de alguma pessoa jurídica utilizar-se da imagem de uma pessoa famosa, por exemplo, o que na maioria dos casos está ligado ao direito à privacidade e/ou à vida privada. A questão é; pessoas famosas possuem, obviamente, assim como qualquer outro indivíduo a proteção de seus direitos da honra e da imagem, no entanto, quando tais divulgações de qualquer questão concernente a tais indivíduos, como, por exemplo, fotos e noticias, não ferem nenhum desses direitos (honra e imagem), tais informações pertencem ao interesse público, já que se relaciona à profissão dessas pessoas. 

### A inviolabilidade de correspondência e o sigilo das comunicações
A inviolabilidade de correspondência e o sigilo das comunicações é um direito fundamental vinculado à proteção da privacidade e a intimidade. O sigilo de comunicações está protegido no artigo 5.º, XII, da Constituição Federal de 1988, que revela: “é inviolável o sigilo da correspondência e das comunicações telegráficas, salvo, no último caso, por ordem judicial, nas hipóteses e na forma que a lei estabelecer, para fins de investigação criminal ou instrução processual penal”. A violação do sigilo das comunicações ocorre mediante divulgações de informações sobre a forma ou conteúdo da mensagem, a identidade do emissário ou receptor, ou detalhes sobre o envio da mensagem, além de vigiar ou gravar, à distância, informações transmitidas, como no caso de escutas telefônicas. Como bem explicitado pelo artigo da Constituição só é permitida mediante ordem judicial para investigação criminal ou instrução processual penal.
Apesar de a Constituição permitir a quebra de sigilo de correspondência e comunicação só para processos criminais e penais, em casos excepcionais o STF aceita para processos cíveis e administrativos.

### Privacidade e sigilo bancário/fiscal
O sigilo bancário refere-se a uma obrigação colocada aos bancos e aos seus respectivos funcionários de terem discrição com relação às seguintes questões: os negócios realizados (sejam eles recentes ou não), as pessoas com que lidam, bem como com a abertura e fechamento de contas, além da movimentação das mesmas.
Já o sigilo fiscal proíbe que ocorra publicação da lista de devedores da Fazenda Pública, ou seja, o sigilo protege a divulgação dessa relação de nomes. Não é permitido que  a Receita Federal tenha contato com as movimentações bancárias dos indivíduos. Não é impossível tal acesso pela Receita, no entanto, é necessária a intermediação do Judiciário para tanto.
O Superior Tribunal Federal e o Superior Tribunal de Justiça tratam o sigilo bancário e fiscal como uma questão que é possível de proteção da vida privada das pessoas. O STF, de acordo com sua jurisprudência, permite a quebra do sigilo pelo Judiciário. Além disso, a quebra de sigilo pode ser realizada pelas Comissões Parlamentares de Inquérito, ou, mais conhecida como CPI, desde que sejam necessárias e fundamentadas tais decisões, isto é, desde que haja razões para a quebra, justamente devido o choque que possui com relação ao direito à privacidade. Porém, o tribunal é é resistente no que tende ao Ministério Público fazê-lo diretamente, pois entende que o ultimo não possui uma especifica autorização legal para tal. No entanto, há uma exceção, com relação ao pedido do MP ao Banco do Brasil, referente a dados concernentes a empréstimos, os quais foram subsidiados pelo Tesouro Nacional, assentando em um plano do governo a determinadas empresas do setor sucroalcooleiro. O STF baseou-se no argumento de que não caberia sigilo bancário, pois, as informações e documentos foram solicitados para o esclarecimento e instrução de um processo administrativo, para investigar hipótese de  desrespeito ao patrimônio público, logo, assunto de interesse da coletividade.
É importante salientar que deve ocorrer a quebra de sigilo quando for preciso manter algum outro valor que possua status constitucional, isto é, quando tal valor tiver importância maior que o sigilo.

### Privacidade e  inviolabilidade do domicílio
A violação do domicílio é considerada não apenas quando se ingressa na residência de alguém sem o seu consentimento, mas ainda através de recursos tecnológicos, como é o caso de escutas e filmagens que acessem a vida privada dos moradores. Com o consentimento, devendo este ser prévio e inequívoco, o ingresso ao domicílio não remete a uma violação, assim pode ocorrer tanto no período diurno, como noturno. A recusa de ingresso de autoridade estatal, salvo as exceções dispostas no artigo 5.º da Constituição Federal de 1988, não configuram delito. É permitido ingressar no domicílio sem o consentimento do morador nos casos previstos na Constituição, durante o dia, mediante ordem judicial, como é o caso do flagrante. Já nos casos de desastre e prestação de socorro, a Constituição não evidencia muito bem, de forma que é considerado o ingresso no domicílio sem o consentimento, tanto no período do dia, como da noite.
No que se refere aos titulares do direito, são tanto as pessoas físicas quanto as pessoas jurídicas. No caso de pessoas físicas, o direito abrange todos aqueles que residem no local, assim como aqueles que exercem sua atividade no local. Ressalta-se que a titularidade do direito a inviolabilidade do domicílio não depende da condição de proprietário, bastando a posse provisória.

## Direito à privacidade na Internet
O direito á privacidade tem grande dificuldade de se manter inviolável nessa era tecnológica, com a exposição crescente na internet. Devido a isso foi criada a Lei 12.965, sancionada pela Presidente Dilma Rousseff, com base no Marco Civil que foi um projeto que consistiu em debates, diálogos e audiências publicas sobre a proteção e regulação da internet, que no artigo 7.º aborda a questão da proteção a direitos e garantias dos usuários da internet. Também apresenta proteção no artigo 10, o qual dispõe: “A guarda e a disponibilização dos registros de conexão e de acesso a aplicações de internet de que trata esta Lei, bem como de dados pessoais e do conteúdo de comunicações privadas, devem atender à preservação da intimidade, da vida privada, da honra e da imagem das partes direta ou indiretamente envolvidas”. 

## Direito à privacidade no jornalismo
Afirma-se frequentemente, especialmente por aqueles focados nos meios de comunicação, que o seu direito à privacidade é violada quando as informações sobre sua vida privada é relatado na imprensa. O ponto de vista da imprensa, no entanto, é que o público em geral têm o direito de saber informações pessoais sobre as pessoas com “status” de figura pública. Esta distinção é codificado na maioria das tradições legais como um elemento de liberdade de expressão.